# Hermann Schlingensiepen
Wilhelm Ferdinand Hermann Schlingensiepen (* 13. August 1896 in Barmen; † 4. Februar 1980 in Bonn) war ein deutscher evangelischer Theologe und Professor.

## Leben und Werk
Nach seinem Abitur 1914 meldete sich Schlingensiepen freiwillig zum Kriegsdienst und wurde 1916 in der Schlacht um Verdun am Toten Mann schwer verwundet. Vom Lazarett aus begann er 1917 in Bonn mit dem Theologiestudium, zu dem er sich bereits im Barmer Schülerbibelkreis entschlossen hatte. Entscheidende Eindrücke empfing er durch Adolf Schlatter in Tübingen, es folgte ein Aufenthalt in Münster, wiederum unterbrochen durch die Behandlung einer Lungenkrankheit. Von 1923 war er Pastor in Bad Saarow (Mark Brandenburg) und Sekretär der Deutschen Christlichen Studentenvereinigung. In der Eigenschaft des Sekretärs nahm er an internationalen Studententagungen in der Schweiz, Frankreich und den Niederlanden teil.
Anfang 1927 promovierte er zum Lizenziaten der Theologie an der Universität Bonn mit einer Studie über die Auslegung der Bergpredigt bei Johannes Calvin. Ende des Sommersemesters erhielt er dort auf Grund einer Habilitationsschrift über Erasmus von Rotterdam als Exeget, die in zwei Heften der Zeitschrift für Kirchengeschichte veröffentlicht wurde, die Venia legendi für Praktische Theologie und Exegese. Nachdem er 1932 vertretungsweise den Lehrstuhl für Praktische Theologie in Kiel wahrgenommen hatte, wurde er 1933 zum Leiter des Kirchlichen Auslandsseminars in Ilsenburg (Harz) berufen. Da sich das Seminar, in dem Pfarrer für den Dienst in den deutschen Gemeinden Südamerikas ausgebildet wurden, der Bekennenden Kirche unterstellte, wurde Schlingensiepen in heftige Auseinandersetzungen verwickelt. Mehrfach von der Gestapo verhört und vorübergehend auch inhaftiert, entzog ihm die Bonner Universität die Venia legendi. Der altpreußische Evangelische Oberkirchenrat schloss das Seminar bereits 1936. Unter dem preußischen Bruderrat wurde es bis 1938 illegal weitergeführt.
Von 1938 bis 1945 war Schlingensiepen Pfarrer an der Altstadtgemeinde in Siegen. 1945 wurde er zum Professor für Praktische Theologie in Bonn berufen. Die Theologische Fakultät der Universität Kiel verlieh Schlingensiepen 1947 die Ehrendoktorwürde. 1952 wurde er Ephorus an der Kirchlichen Hochschule in Wuppertal. Seit einer gescheiterten Operation 1957 war er partiell gelähmt und musste aus dem aktiven Dienst ausscheiden. Der Eichmann-Prozess 1961 beeindruckte ihn nachhaltig. Durch Briefwechsel mit Angeklagten in verschiedenen NS-Kriegsverbrecherprozessen, vor allem der Auschwitzprozesse, wurde ihm die Seelsorge an den dort Verurteilten zur besonderen Aufgabe. Hinzu trat der Fragenkomplex um Schuld und Sühne der Deutschen insgesamt wie der Bekennenden Kirche im Besonderen. Das Schicksal der Kriegsverbrecher, die im Zuchthaus saßen, lagen ihm besonders am Herzen. So versuchte er zeitweise in ein Zuchthaus aufgenommen zu werden, scheiterte aber damit. Sein 1965 im Hamburger Sonntagsblatt erschienener Artikel Friede den Menschen bösen Willens im Hamburger Sonntagsblatt erregte Aufsehen. Darin rief Schlingensiepen u. a. dazu auf, vor dem Hintergrund eigenen Versagens der Zuschauer bei den Verbrechen des NS das Schicksal der in Haft sitzenden und verurteilten Kriegsverbrecher „aufrichtig zu beklagen“. Das würde den NS-Tätern ermöglichen, ihre Taten zuzugeben. Schlingensiepen setzte sich für die Kriegsverbrecher, die mit ihm Kontakt hatten, besonders ein. So erreichte er unter anderem, dass Otto Bradfisch – s. u. – 1969 vorzeitig entlassen wurde, der wegen Mithilfe bei der Ermordung von 15000 Menschen verurteilt worden war.

## Familie
Schlingensiepens Eltern waren der Fabrikant Hermann Schlingensiepen († 1922) und dessen Frau Maria geb. Stein († 1920). Er hatte eine ältere Schwester Maria (verheiratet Tappenbeck) und einen Bruder Johannes Schlingensiepen (1898–1980), den späteren evangelischen Oberkirchenrat.
1927 heiratete er Eva Michaelis (* 1903), eine Tochter des Georg Michaelis (1857–1936; deutscher Reichskanzler vom 14. Juli 1917 bis zum 31. Oktober 1917) und der Margarete geb. Schmidt (1869–1958). Das Ehepaar Schlingensiepen hatte sechs Kinder; Georg Hermann (* 8. Februar 1928; † 1997, promovierter Historiker, im Auswärtigen Dienst), Ferdinand (* 18. Juli 1929, Theologe), Irmela (* 22. September 1931), Helmut (* 4. Mai 1934; † 1957), Wilhelm (* 1. September 1937; † 1973, Mediziner) und Andreas (* 23. Februar 1942, Mediziner).

## Nachlass
Schlingensiepen hinterließ einen umfangreichen Fundus von zirka 10.000 Einzelstücken Korrespondenz, bestehend aus Durchschlägen und Hektografien, der 1999 von Schlingensiepens Sohn Ferdinand an das Archiv der Evangelischen Kirche im Rheinland übergeben wurde. Dieser Bestand ist in mehrfacher Hinsicht von hohem Wert für zeitgeschichtliche Forschung.
Zunächst liest sich die alphabetische Korrespondenzserie (Nr. 1–122) wie ein Who is Who des deutschen Protestantismus der ersten beiden Jahrzehnte der Bundesrepublik Deutschland: Gerhard Bergmann, Eberhard Bethge, Peter Beyerhaus, Helmut Gollwitzer (allein mit 164 Korrespondenzstücken), Hans Joachim Iwand, Heinz Kloppenburg, Lothar Kreyssig, Martin und Wilhelm Niemöller, Kurt Scharf, Wolf-Udo Smidt, Hans Stempel oder Richard von Weizsäcker. Bekannte Juristen wie Ernst Friesenhahn oder Barbara Just-Dahlmann finden sich ebenso wie aus dem Bereich von Politik und Zeitgeschichte etwa die Familie Adenauer, Eugen Gerstenmaier, Gustav Heinemann oder Herbert Rauschning. Lebenslange Freundschaft verband Schlingensiepen u. a. mit Missionsinspektor Hans Brandenburg (Korntal) und Pfarrer Friedrich Wolf (1867–1937) in Bethel. Ein anderes Kapitel bildet hingegen die intensive Korrespondenz mit verurteilten NS-Kriegsverbrechern und dem Personal in den Vernichtungslagern. Einschlägige Namen sind hier Albert Speer, Wilhelm Boger, Otto Bradfisch, Wilhelm Greiffenberger, Werner Scheu, Gustav Sorge, Hans-Joachim Stolze, Martin Gottfried Weiß, Wolfgang Wetzling und Artur Wilke.
Über Schlingensiepens Ehefrau Eva gelangten auch Korrespondenzen und biografisches Material ihres Vaters und deutschen Reichskanzlers Georg Michaelis in den Bestand (Nr. 238–255). Diese als Teilnachlass Michaelis aufzufassende Bestandsgruppe ist umso wertvoller, als es sonst nur noch im Bundesarchiv Berlin einen Teilnachlass von ca. 1,25 m Umfang gibt; der Verbleib des Hauptnachlasses ist unbekannt.
Schließlich ist auf das im Kirchlichen Auslandsseminar Ilsenburg von 1933 bis 1938 entstandene Schriftgut hinzuweisen, das die innerkirchlichen Streitigkeiten und die Auseinandersetzung mit dem Regime eindrücklich widerspiegelt (Nr. 314–333). Die Ökumene beschäftigte Schlingensiepen seit seinen Erfahrungen im Studentischen Weltbund in der Weimarer Republik. Von der Leitung der Ilsenburg spannt sich ein Bogen über intensive Kontakte nach England in der Nachkriegszeit hin zur großen Südamerikareise 1956 (Nr. 296–298). Einen wesentlichen Teil des Bestandes nimmt ferner die innerfamiliäre Korrespondenz ein.

## Schriften
- mit Hans Walter Wolff und Hans-Joachim Kraus: Alttestamentliche Predigten. N.F. Alttestamentliche Predigten mit hermeneutischen Erwägungen, Verlag der Buchhandlung des Erziehungsvereins 1956